# The Rivals of Amziah King
Pour plus de détails, voir Fiche technique et Distribution.
The Rivals of Amziah King est un film britannique réalisé par Andrew Patterson et sorti en 2025.
Il est présenté en avant-première au festival South by Southwest.

## Synopsis
La vie de Kateri prend un tournant tragique lorsqu'elle perd sa mère et qu'elle quitte son foyer d'accueil. Elle va alors retrouverAmziah, qui a l'avait un temps d'accueil. Ce dernier va devenir son mentor et révéler ses talents cachés. Kateri va ensuite tenter d'obtenir justice.

## Fiche technique
Sauf indication contraire, les informations mentionnées dans cette section peuvent être confirmées par la base de données cinématographiques IMDb,  présente dans la section « Liens externes ».
- Titre original : The Rivals of Amziah King
- Réalisation et scénario : Andrew Patterson
- Musique : Erick Alexander et Jared Bulmer
- Décors : Katie Hickman
- Direction artistique : John Lavin
- Costumes : Jen Kennedy
- Montage : Patrick J. Smith
- Photographie : M.I. Littin-Menz
- Production : Jeffrey Clifford, Will Greenfield, Michael Heimler, David Heyman, Andrew Patterson et Teddy Schwarzman
  - Production exécutive : Christopher Casanova, John Friedberg et Rob Silva
- Sociétés de production : Black Bear Pictures et Heyday Films
- Pays de production :  Royaume-Uni,  États-Unis
- Langue originale : anglais
- Format : couleur
- Genre : policier, thriller
- Dates de sortie[1] :
  - États-Unis : 10 mars 2025 (festival South by Southwest)

## Distribution
- Matthew McConaughey : Amziah King
- Angela LookingGlass
- Kurt Russell
- Rob Morgan
- Tony Revolori
- Owen Teague
- Cole Sprouse
- Scott Shepherd
- Catherine Dyer (en) : Mme McCurdy
- Jake Horowitz
- Sandra Ellis Lafferty : Brenda
- Sharon Blackwood : Juanita
- Harrison Stone : Ross Crown
- Chip Carriere : Wenyon Amos Stone
- Hannah Pniewski : Shannon
- Greg Oliver : Ezekial

## Production

### Genève et développement
En mai 2023, Andrew Patterson annonce que son prochain film sera un thriller policier intitulé The Rivals of Amziah King avec Matthew McConaughey en tête d'affiche .

### Attribution des rôles
En juillet, deux mois après l'annonce de Matthew McConaughey dans le rôle titre, c'est au tour de Kurt Russell de rejoindre le casting.

### Tournage
Le film se tourne en Alabama en août 2023, après avoir obtenu une dérogation du syndicat des acteurs malgré la grève des acteurs .

## Sortie et accueil
Le film est présenté en avant-première le 10 mars 2025 au festival South by Southwest à Austin.
Sur le site d'agrégation de critiques Rotten Tomatoes, le film obtient 97% d'avis favorables, pour 29 critiques et une note moyenne de X⁄10. Sur le site Metacritic, qui utilise une moyenne pondérée, le film obtient la note de 65⁄100 pour 8 critiques.